# Kinnula
Kinnula è un comune finlandese di 1554 abitanti, situato nella regione della Finlandia Centrale.